# 8e Leger (Wehrmacht)
Het 8e Leger (Duits: 8. Armee) was een onderdeel van het Duitse leger in de Tweede Wereldoorlog. Het werd opgericht op 1 augustus 1939.

## Tweede Wereldoorlog
Tijdens de Poolse Veldtocht vormde het 8e Leger onder leiding van generaal Johannes Blaskowitz de linkerflank van Heeresgruppe Süd. Het leger had de taak gekregen om aan te vallen in de richting van Lodz en de flank van het 10e Leger te dekken. Hierdoor zouden de Poolse legers rond Poznan en in de Poolse Corridor worden omsingeld. De Duitsers braken door de Poolse grensverdediging en reeds op 3 september 1939 stak de voorhoede de Warte over. De Poolse bevelhebber beval een terugtocht naar de Weichsel om omsingeling te vermijden, maar het 8e Leger versperde de weg. Nabij Bzura kwam het tot een treffen, waarbij de Duitsers aanvankelijk werden teruggedreven. Dankzij hun superieure Luftwaffe konden de Duitsers het tij keren en de Polen capituleerden. Slechts Warschau hield nog koppig stand. Op 20 september 1939 loste het 8e Leger het 10e Leger af bij de omsingeling van Warschau. Ondanks hevig verzet capituleerde de Poolse hoofdstad op 27 september 1939. Op 20 oktober 1939 werd het 8e Leger ontbonden.
Na de slag bij Koersk werd op 22 augustus 1943 Armee-Abteilung Kempf omgedoopt tot het 8e Leger onder bevel van generaal Otto Wöhler. Als onderdeel van Heeresgruppe Süd verdedigde het leger de frontlijn in Oekraïne. 
Onder druk van het Rode Leger trokken de Duitsers zich terug naar de Dnjepr. In oktober 1943 sloeg het 8e Leger een eerste poging af om Kiev te veroveren. Begin november 1943 veroverden de Sovjets enkele bruggenhoofden, maar pas op 23 december 1943 kon het 1e Oekraïense Front een doorbraak forceren. De linkervleugel van het 8e Leger werd teruggedreven, maar de rechtervleugel hield nog steeds stand. Hierdoor ontstond een gevaarlijke saillant in de verdedigingslinie. Op 28 januari 1944 wist het Rode Leger een gedeelte van het 8e Leger te omsingelen nabij Korsoen. Na verbitterde gevechten wisten de Duitsers met achterlating van de gewonden en alle zware wapens te ontsnappen.
De Duitse Wehrmacht moest steeds meer terrein prijsgeven. Odessa werd ontruimd. Ook de linie achter de Proet bleek niet houdbaar. Het 8e Leger wist een eerste poging van het Rode Leger om binnen te dringen in Roemenië nog af te slaan, maar op 20 augustus 1944 brak het 3e Oekraïense Front door de Duits-Roemeense verdediging, omsingelde het 6e Leger en bracht het 8e Leger zware verliezen toe. Dit leidde tot een opstand in Roemenië, dat de zijde van de geallieerden koos en Duitsland de oorlog verklaarde op 25 augustus 1944.
Vervolgens werd het 8e Leger teruggedreven naar Hongarije en vervolgens naar het noorden tot voorbij de Slowaakse grens. Ten slotte stabiliseerde de frontlijn zich begin 1945 rond de Gran. Op 11 mei 1945 capituleerde het 8e Leger in Praag.

## Commandanten[1]
| Rang                        | Naam                | Begin            | Eind             |
| --------------------------- | ------------------- | ---------------- | ---------------- |
| Generaal der Infanterie     | Johannes Blaskowitz | 1 augustus 1939  | 14 oktober 1939  |
| Generaal der Infanterie     | Otto Wöhler         | 15 augustus 1943 | 23 december 1944 |
| Generaal der Pantsertroepen | Ulrich Kleemann     | 23 december 1944 | 25 december 1944 |
| Generaal der Bergtroepen    | Hans Kreysing       | 25 december 1944 | 8 mei 1945       |

Na de Poolse Veldtocht werd Johannes Blaskowitz op 1 oktober 1939 tot kolonel-generaal bevorderd.  Op 22 augustus 1943 werd Armee-Abteilung Kempf omgevormd naar een regulier leger.  Generaal Wöhler werd tijdelijk met het bevel belast en op 15 november 1943 kreeg hij het definitieve bevel.  Generaal Kleeman fungeerde als plaatsvervanger tot de komst van generaal Kreysig, die tijdelijk tot commandant was benoemd.